# Jelenk
Jelenk je naselje v Občini Zagorje ob Savi.